# Henri Schmitt
Pour les articles homonymes, voir Schmitt.
Henri Schmitt, né le 23 mai 1926 à Plainpalais (originaire de Delémont et de Genève) et mort le 5 mars 1982 au Grand-Saconnex, est une personnalité politique suisse, membre du Parti radical-démocratique.
Il est député du canton de Genève au Conseil national de fin 1963 à fin 1975, conseiller d'État de 1965 à 1977, d'abord à la tête du département de justice et police puis de celui de l'économie publique et président du Parti radical-démocratique de 1968 à 1974.

## Biographie

### Origines et famille
Henri Schmitt naît le 23 mai 1926 à Plainpalais, dans le canton de Genève. Il est originaire de Delémont et de Genève. Son père, Georges Schmitt, est employé de banque ; sa mère, d'origine russe, est née Marie Guvenius.
Marié à Hilde Märki, avocate, il est père de deux enfants.

### Études et parcours professionnel
Après des études de droit à l'Université de Genève, il obtient son brevet d'avocat en 1949. Il ouvre sa propre étude en 1951.
Il est en outre avocat d'affaires entre la Chine, les pays du Golfe et la Suisse.

### Parcours politique
Membre du Parti radical-démocratique et franc-maçon, il siège au Grand Conseil du canton de Genève de 1957 à 1965 et au Conseil d'État de 1965 à 1977. Il dirige le département de justice et police jusqu'en 1973 puis celui de l'économie publique. Lors de ses mandats au gouvernement genevois, il crée le tribunal administratif genevois en 1971 et l'Office pour la promotion de l'industrie genevoise en 1976. Il préside le gouvernement en 1972 et 1977,.
Il est par ailleurs membre du Conseil national du 2 décembre 1963 au 30 novembre 1975, où il préside la délégation des finances et fait partie de la délégation à l'Assemblée parlementaire du Conseil de l'Europe de 1972 à 1976, et chef du Parti radical-démocratique de 1968 à 1974. Candidat officiel unique à la succession de Nello Celio au Conseil fédéral en 1973, il est battu par Georges-André Chevallaz le jour de l'élection.
Il est le premier, à Berne, à déposer une motion en faveur du suffrage féminin au niveau fédéral.

### Mort
Henri Schmitt meurt le 5 mars 1982 au Grand-Saconnex, dans le canton de Genève, à l'âge de 55 ans, des suites d'une longue maladie.